# Solbritt Forsling Jörpeland
Alva Solbritt Hellvi Forsling Jörpeland, född 25 juni 1938 i Urshult i Kronobergs län, är en svensk keramiker.
Hon är dotter till köpmannen Gustaf Svensson och Linnéa Johansson samt var mellan 1969 och 1981 gift med konstnären Ingvar Jörpeland. Jörpeland studerade vid Konstfackskolan och Högre konstindustriella skolan 1957–1963 och fortsatte därefter med ytterligare ett år som specialelev vid Konstfackskolan. Hon företog en studieresa till Spanien 1962 och hon tilldelades ett stipendium från Kungafonden för ytterligare studieresor 1964. Tillsammans med Ann-Marie Lamm ställde hon ut i Oxelösund 1966. Bland hennes offentliga arbeten märks mosaikreliefen av Alvesta vapen för kommunalhuset i Alvesta samt väggar i stengods för Uppsala sparbank och Växjö yrkesskola.